# 北江荛花
北江荛花（学名：Wikstroemia monnula）是一种瑞香科落叶灌木。夏季的时候会开淡红色的花儿。安徽、福建、浙江、江西、湖南、贵州、广东、广西都有分布。它的根可以拿去做活血化瘀的药，树皮可以拿去造纸和做人造棉。

## 名称
北江荛花在不同地区有多个不同的俗名，如：黄皮子、土坝天（江西大余）、山棉皮（广西资源、龙胜）、山花皮（湖北武岗）、山谷皮（江西遂川）、山谷麻、地棉根（江西寻乌、广西大瑶山）等等。

## 变种
已知北江荛花有两个变种：
- 北江荛花（原变种），模式标本采自广东北江。
- 休宁荛花 ，模式标本采自安徽休宁。